# Crillon-le-Brave
Crillon-le-Brave – miejscowość i gmina we Francji, w regionie Prowansja-Alpy-Lazurowe Wybrzeże, w departamencie Vaucluse.
Według danych na rok 1990 gminę zamieszkiwało 370 osób, a gęstość zaludnienia wynosiła 48 osób/km² (wśród 963 gmin regionu Prowansja-Alpy-W. Lazurowe Crillon-le-Brave plasuje się na 527. miejscu pod względem liczby ludności, natomiast pod względem powierzchni na miejscu 751.).